# Belarmina González Rodríguez
Belarmina González Rodríguez (Palència, 1915 - Manacor, 5 de gener de 1937) fou una de les víctimes de la guerra civil a Mallorca pel seu suposat vincle amb el Partit Comunista de les Illes. Vivia al carrer de Sant Rafel número 34 del barri de la Soledat de Palma. El 31 de desembre de 1936 ingressà a la presó de Can Sales, un hospici regentat per les Germanetes dels Pobres, que es trobava al carrer Salas de Palma i es va habilitar com a presó de dones. i va morir assassinada pels feixistes el 5 de gener de 1937 al cementeri de Manacor juntament amb Aurora Picornell, i Catalina Flaquer Pascual, Antònia Pascual Flaquer i Maria Pascual Flaquer, conegudes com les "Roges del Molinar". Segons assenyalen diverses fonts, no tenia vincles amb la resta d'empresonades amb la qual cosa s'ha plantejat la hipòtesi que la seva execució es tractà d'un error. Tot i que no fou una pràctica habitual, algunes preses foren falsament posades en llibertat i assassinades hores després.

## Reconeixement i memòria
L'any 2021, el Govern de les Illes Balears, a través de la Secretaria Autonòmica de Sectors Productius i Memòria Democràtica, s'adherí al Projecte Internacional Stolpersteine / Pedres de la Memòria per fer homenatge a les víctimes del franquisme a les Illes Balears amb la instal·lació de prop d'un centenar de Pedres de la memòria, entre les quals n'hi ha una dedicada a recordar Belarmina González Rodríguez.